# Сандпойнт
Сандпойнт (на английски език: Sandpoint) е град в щата Айдахо, САЩ.
Населението му наброява 6835 жители (преброяване, 2000 година).
Основен дял в икономиката на града е туризмът поради факта, че градът е разположен в непосредствена близост до живописното езеро Понд Орей (Lake Pend Oreille  Архив на оригинала от 2018-12-26 в Wayback Machine.) и Черните планини (Schweitzer Mountain).